# Sezione di Dedekind
In matematica una sezione di Dedekind, che prende il nome da Richard Dedekind, in un insieme totalmente ordinato S è una partizione di esso, (A, B), tale che A è un taglio iniziale senza un massimo. La sezione stessa è concettualmente il "divario" tra A e B. I casi originali e più importanti sono le sezioni di Dedekind dei numeri razionali e i numeri reali. Dedekind usò le sezioni per dimostrare la completezza dei reali senza usare l'assioma della scelta (dimostrando l'esistenza di un campo completamente ordinato indipendente dal detto assioma).
In una sezione di Dedekind (A, B), A viene detto anche "taglio di Dedekind".
La sezione di Dedekind risolve la contraddizione tra la natura continua del continuum dell'asse numerico e la natura discreta dei numeri stessi. Ovunque ci sia una sezione che non sia su un numero razionale reale, viene creato un numero irrazionale (che è anche un numero reale) dal matematico. Attraverso l'uso di questo strumento, si considera esserci un numero reale, che sia razionale o irrazionale, in ogni punto nel continuum della linea numerica, senza discontinuità.
(Richard Dedekind, Stetigkeit und irrationale Zahlen, Section IV)
Dedekind usò la parola ambigua "sezione" (Schnitt) nel senso geometrico. Dunque essa è un'intersezione di una linea con un'altra linea che la incrocia, non è un divario. Quando una linea ne incrocia un'altra in geometria, si dice che taglia quella linea. In questo caso, una delle linee è l'asse numerico ed entrambe le linee hanno un punto in comune. In quel punto nell'asse numerico, se non esiste un numero razionale, il matematico colloca o posiziona arbitrariamente un numero irrazionale. Questo porta a posizionare un numero reale in ogni punto del continuum.

## Usare le sezioni di Dedekind
È più simmetrico usare la notazione (A, B) per le sezioni di Dedekind, ma ogni elemento di A e B determina l'altro. Può essere una semplificazione, in termini di notazione se non di altro, concentrarsi su una metà - diciamo quella inferiore - ovvero su un taglio di Dedekind.
Se l'insieme ordinato S è completo, allora ogni insieme B in una sezione di Dedekind (A, B) deve avere un elemento minimo b, quindi si deve avere che A è l'intervallo (−∞, b) e B l'intervallo [b, +∞).

## Ordinare le sezioni di Dedekind
L'ordine sui tagli di Dedekind deriva dall'ordine per inclusione: {\displaystyle A>B\iff A\supset B}. La stessa relazione d'ordine si può considerare sulle sezioni stesse. Di conseguenza, l'insieme delle sezioni di Dedekind - o dei tagli - è linearmente ordinato e, per costruzione, ogni suo sottoinsieme ha estremo superiore.
Si osservi che si può porre in relazione in modo naturale un insieme linearmente ordinato con un sottoinsieme dei suoi tagli di Dedekind; in questo processo, l'insieme di partenza viene "completato".

## Costruzione dei numeri reali con le sezioni
L'esempio classico di sezione di Dedekind nei numeri razionali è data da
{\displaystyle A=\{a\in \mathbb {Q} :a^{2}<2\lor a\leq 0\},}
{\displaystyle B=\{b\in \mathbb {Q} :b^{2}\geq 2\land b>0\}.}
Essa rappresenta, nella costruzione dei numeri reali di Dedekind, il numero irrazionale {\displaystyle {\sqrt {2}}}. Si noti che l'uguaglianza {\displaystyle b^{2}=2} non vale in alcun caso in {\displaystyle \mathbb {Q} }, dato che {\displaystyle {\sqrt {2}}\not \in \mathbb {Q} }.

## Generalizzazione: completamento di Dedekind negli insiemi parzialmente ordinati
Più in generale, se S è un insieme parzialmente ordinato, il completamento di S è un reticolo completo L con un incastro-ordinato di S dentro L. La notazione di reticolo completo generalizza la proprietà di estremo superiore dei reali.
Un completamento di S è l'insieme dei suoi sottoinsiemi chiusi inferiormente, ordinata dall'inclusione. S è inserito in questo reticolo mandando ogni elemento x nell'ideale che genera.

## Completamento di Dedekind-MacNeille
Un completamento legato a questo che preserva tutti i superiori e inferiori esistenti di S è ottenuto con la seguente costruzione: Per ogni sottoinsieme A di S, sia Au l'insieme di limiti superiori di A, e Al l'insieme dei limiti inferiori di A (Questi operatori formano una connessione di Galois). Allora il completamento di Dedekind-MacNeille di S consiste di tutti i sottoinsiemi A per i quali:
(Au)l = A;
è ordinato dall'inclusione. Il completamento di Dedekind-MacNeille è generalmente un reticolo più piccolo degli ideali ordinati; S è incluso in esso nello stesso modo.
Il completamento di Dedekind-MacNeille nell'algebra di Boole è un'algebra di Boole completa.

## Un'altra generalizzazione: numeri surreali
Una costruzione simile a quella delle sezioni di Dedekind viene usata per la costruzione dei numeri surreali.